# Jacques-Philippe Ferrand
Pour les articles homonymes, voir Ferrand.
Jacques-Philippe  Ferrand est un peintre français né à Joigny en Bourgogne en 1653 et mort à Paris en 1732.

## Biographie
Fils de Louis, médecin de Louis XIII, il étudia le dessin à l'école de Pierre Mignard, et apprit ensuite de Samuel Bernard à peindre en miniature et en émail en 1678-1679 : il excella dans ce genre.
Philippe d'Orléans l'a choisi pour enseigner les premières notions de dessin à son fils, le futur Régent. En récompense, il lui fait obtenir une charge de valet de chambre du roi, en 1684. Son talent le fit admettre parmi les membres de l'Académie royale de peinture et de sculpture. Il est agréé par l'Académie le 7 juin 1687 puis reçu le 27 mai 1690 avec un portrait de Louis XIV « faict en émail et enrichy d'une manière de bordure en forme de trophée, en cuivre doré ». La révocation de l'Édit de Nantes, en 1685, a entraîné le départ de Jean Petitot pour la Suisse va conduire Jacques-Philippe Ferrand de s'orienter vers la peinture sur émail comme il l'écrit dans L'Art du feu : « Je n'avais pas alors encore travaillé aux émaux, quoy que je fusse très familier avec Monsieur Petitot ... mais les honneurs qu'on lui faisoit à la cour animèrent tellement mon courage ».
Après avoir voyagé en Angleterre, en Allemagne, à Turin et avoir travaillé pour les diverses cours qu'il parcourut, Ferrand revint à Paris en 1688 à cause du déclenchement de la guerre de la Ligue d'Augsbourg avec la France. Le duc de Savoie Victor-Amédée II et Louis XIV font la paix avec le traité de Turin du 29 août 1696. Le duc de Savoie le rappelle à Turin où Ferrand a réalisé son portrait sur émail. Le duc en a été si content qu'il est allé au logement du peintre pour lui témoigner sa satisfaction et lui offrir un appartement au palais qu'il a conservé entre 1696 et 1698. De Turin, Ferrand est passé à Gênes où le doge l'a fait chercher dans son hôtellerie pour le recevoir dans le palais ducal et lui a offert un appartement au palais. Il n'a fait qu'un portrait à Gênes, puis est passé à Florence et enfin à Rome où il est resté treize mois, peignant le portrait du pape Innocent XII, de la princesse Pamphile et d'autres personnages. Il est rentré en France à la Noël 1699 après un passage à Turin.
Arrivé à Paris, il a fait plusieurs portraits du roi, en particulier en 1703. Il est alors en concurrence avec Louis de Châtillon qui a obtenu un logement aux galeries du Louvre. Il a alors abandonné la peinture sur émail pendant environ les vingt-cinq années suivantes pendant lesquelles il n'a peint sur émail qu'une tête de Christ.
Ayant abandonné le désir de faire des peintures sur émail, il s'est occupé à décrire les procédés de son art dans un livre curieux imprimé sous le titre de l'Art du feu, ou Manière de peindre en émail, accompagné d'un petit Traité de miniature. Il a acquis une collection de dessins de Cranach qui se trouvent actuellement au Musée des beaux-arts de Reims.
Il est le père du peintre Antoine Ferrand de Monthelon (1686-1752). Ce dernier a été le premier directeur et professeur de l'École de Dessin de Reims à sa création, en 1748. Le contrat signé le 9 avril 1748, prévoyait que, s'il décédait dans les dix années suivantes, le « conseil de ville » aurait « la faculté de prendre les dessins, porte-feuilles, modèles, etc., transportés [de Paris] par Ferrand à Reims, suivant estimation par experts ». Antoine Ferrand est mort en 1752 en léguant à l'École de dessin toute sa collection, soit environ 8 000 feuilles dont une série de dessins de Lucas Cranach. L'essentiel de ses feuilles a été réuni par son père au cours de son voyage à travers l'Angleterre, l'Allemagne et l'Italie.

## Publication
L'art du feu ou de peindre en émail . Dans lequel on découvre les plus beaux secrets de cette science., Paris, De l'imprimerie de J. Collombat, 1721 (lire en ligne)